# Estación de Aarau
La estación de Aarau es la principal estación ferroviaria de la comuna suiza de Aarau, en el Cantón de Argovia.

## Historia
La primera estación de Aarau fue abierta en el año 1856 con la apertura al tráfico ferroviario de la línea que unía la ciudad a Olten, del Ferrocarril Central Suizo (Schweizerische Centralbahn, SCB). No fue hasta 1859 cuando se inauguró la primera estación definitiva, construida por la compañía del Ferrocarril Suizo del Noreste (Schweizerische Nordostbahn, NOB). En el año 2010 se inauguró la nueva estación de Aarau, un edificio de seis plantas.

## Situación
La estación se encuentra ubicada en el centro del núcleo urbano de Aarau. Tiene un total de cuatro andenes, de los cuales dos son centrales y dos laterales, y seis vías pasantes.
La estación está situada en términos ferroviarios en las siguientes líneas férreas: 
- Aarau - Baden.
- Aarau - Olten.
- Aarau - Suhr. Actualmente reformada a ancho métrico y operada por AAR bus+bahn.

Sus dependencias ferroviarias colaterales son la estación de Rupperswil hacia Baden y la estación de Schönenwerd en dirección Olten.

## Servicios ferroviarios
Los servicios son prestados por SBB-CFF-FFS, que ofrece conexiones de larga distancia, regionales y de cercanías.

### Larga distancia
- ICN San Galo - Gossau - Wil - Winterthur - Zúrich Aeropuerto - Zúrich - Aarau - Olten - Soleura - Biel/Bienne - Neuchâtel - Yverdon-les-Bains - Lausana/Morges - Nyon - Ginebra-Cornavin - Ginebra-Aeropuerto. Servicios cada hora en cada sentido. Tanto a  Ginebra-Cornavin y Ginebra-Aeropuerto como a Lausana, los trenes llegan cada dos horas, ya que aunque en el tramo común San Galo - Yverdon-les-Bains circulan cada hora, a partir de esta última, un tren circula a Lausana, y a la siguiente hora, en vez de continuar hacia Lausana, se dirige hacia Ginebra-Aeropuerto.
- IR Basilea SBB - Liestal - Sissach - Aarau - Lenzburg - Zúrich.
- IR Berna - Olten - Aarau - Brugg - Baden - Zúrich.
- IR Basilea SBB - Liestal - Sissach - Aarau - Lenzburg - Zúrich - Thalwil - Wädenswil - Pfäffikon SZ - Ziegelbrücke - Sargans - Bad Ragaz - Landquart - Chur.

### Regional
- RE Olten - Aarau – Brugg – Baden - Wettingen. Esporádicamente algunos de estos trenes pueden continuar su viaje o proceder de Zúrich.
- RE Aarau - Lenzburg - Zúrich.

### S-Bahn
S-Bahn Zúrich
La estación está integrada dentro de la red de cercanías S-Bahn Zúrich, y en la que efectúan parada los trenes de varias líneas pertenecientes a S-Bahn Zúrich:
- S 11 Aarau – Lenzburg – Dietikon – Zúrich HB – Stettbach – Winterthur – Seuzach/Sennhof-Kyburg (– Wila)
- S N1 Winterthur – Zúrich HB – Baden – Lenzburg – Aarau

S-Bahn Argovia
Recibe servicios de diferentes líneas que forman parte de la red S-Bahn Argovia : 
- S 14: Menziken – Aarau – Schöftland.

Está operado por Wynental- und Suhrentalbahn, bajo la marca AAR bus+bahn
- S 23 Langenthal - Olten - Aarau - Lenzburg - Brugg - Baden.
- S 26 Aarau/ Lenzburg – Wohlen – Muri – Rotkreuz
- S 29 Langenthal – Olten –) Aarau – Wildegg – Brugg – Turgi.